# Капере, Ассер Кувери
Ассер Кувери Капере — намибийский политик. С 2005 года президент Национального Совета Намибии. Член СВАПО с 1975 года, и с 1997 является членом центрального комитета партии.

## Образование
Ассер Капере имеет диплом преподавателя начальной и средней школы, полученный от Политехнического Университета Намибии. 

## Карьера
С 1974 по 1975 год Ассер Капере работал преподавателем в учреждении среднего образования «St. Theresa Secondary School» в Цесе. 
С 1991 по 1992 год он возглавлял пост начальника Локального управления региона Эронго. С 1993 года член совета избирательного округа Арандис и губернатор региона Каприви (до 1999 года). С 1999 года Ассер Капере получил должность представителя региона Эронго в Национальном совете Намибии.
C 2002 по 2005 год возглавлял должность вице-министра Общественной работы и Общества, Министерства коммуникации. Позже получил право президента Национального совета.